# 李谠 (企业家)
李谠（1956年10月—），女，汉族，安徽合肥人，中华人民共和国企业家、政治人物，高级国际商务师，中国民主建国会会员、中央副主席。第九届全国人大代表，第十届全国政协委员，第十一、十二届全国政协常委。
2002年12月，中国民主建国会第八次全国代表大会在北京召开，并选举产生第八届中央委员会，他当选常务委员。2007年12月，中国民主建国会第九次全体代表大会在北京举行。12月20日，大会选举产生新一届中央委员会，他当选为副主席。